# Веліти

Зображення веліта часів Пунічних воєн

Велі́ти (лат. velites, однина veles) — були легкими піхотними солдатами в Римській армії, які використовувалиться протягом Римської Республіки та Ранньої Римської імперії. Вони складали основу легкорухливих загонів, які виконували розвідувальні, охоронні та розгонні функції.

## Зовнішній вигляд та озброєння
Веліти були солдатами легкої піхоти, і їхній зовнішній вигляд мав би відображати їхню функцію як рухливих і мобільних військ. Як правило, це були молодші і менш досвідчені солдати, яких набирали з нижчих класів римського суспільства.
Що стосується обладунків, то веліти, ймовірно, були менш екіпіровані порівняно з більш добре озброєними військами, такими як гастати або тріарії. Вони могли носити просту лляну або шкіряну туніку], можливо, посилену невеликими металевими лусочками або легким нагрудником для мінімального захисту. Вони могли носити невеликий круглий або овальний щит, зроблений з дерева або шкіри.
Однією з відмінних рис велітів було їхнє озброєння. Вони були насамперед сутичниками і покладалися на свою швидкість і мобільність, щоб переслідувати ворога, а не вступати в прямий ближній бій. Вони були озброєні в'язкою коротких метальних списів під назвою "піла". Ці списи мали довгий залізний держак і були призначені для того, щоб встромлятися в щит або обладунок противника, порушуючи його стрій і створюючи плутанину.Окрім піли, веліти могли також носити короткий меч або кинджал, наприклад, гладій або пуджіо, для ближнього бою, якщо виникала така потреба. Однак їхня головна роль полягала в тому, щоб послабити ворога перед тим, як важка піхота вступить у ближній бій.Варто зазначити, що зовнішній вигляд велітів міг змінюватися з часом і залежно від конкретного контексту та регіону. Римська армія зазнавала змін у спорядженні та тактиці протягом своєї історії, тому зовнішній вигляд велітів міг дещо відрізнятися в різні періоди та кампанії.
Точна кількість велітів у римській армії варіювалася залежно від конкретного періоду часу та розміру армії. Кількість велітів коливалася, оскільки римська армія з часом зазнавала змін в організації та тактиці.
За часів ранньої та середньої республіки, коли римська армія зазвичай складалася з чотирьох легіонів, кожен легіон налічував 1200 велітів. Це означало, що загалом у чотирьох легіонах було приблизно 4800 велітів. Однак важливо зазначити, що кількість велітів порівняно з іншими підрозділами, такими як гастати, принципати та тріарії, зменшувалася з розвитком римської армії та зміною її тактичного складу. З часом роль велітів зменшилася на користь більш добре озброєних і броньованих військ. Крім того, в періоди військової експансії або у великих арміях кількість велітів могла бути скоригована або збільшена відповідно до потреб конкретної кампанії або битви.

## Права та обов'язки
Обов'язки велітів:
- Сутички: Першочерговим обов'язком велітів було вступати в сутички з ворогом до зіткнення з основними силами піхоти. Вони переслідували ворога своїми списами, порушували його стрій і створювали плутанину[3].

"Передовий загін римської колони з велітами та скірмікерами, не змінюючись, одразу атакував ці застави".
- Розвідка: Веліти часто отримували завдання збирати розвіддані про пересування, позиції та місцевість противника. Вони проводили розвідку попереду основної армії, надаючи цінну інформацію командирам.

- Прикриття та захист: Веліти відігравали роль захисного екрану для основних піхотних сил. Вони розташовувалися на флангах або перед важкими військами, щоб стримувати просування ворога і захищати основні формування.

- Переслідування і переслідування: Після битви або під час відступу веліти переслідували ворога, використовуючи свою швидкість і спритність, щоб завдати подальшої шкоди і не дати йому можливості перегрупуватися.

Права велітів:
- Участь у військовій здобичі: Як і інші солдати римської армії, веліти мали право на частку військової здобичі. Це включало в себе здобич і цінності, захоплені у переможених ворогів.

- Визнання та почесті: Веліти, які проявили виняткову хоробрість або майстерність у бою, могли отримати визнання та почесті від своїх командирів та однолітків. Це могли бути похвали, нагороди або можливості для просування у військовій ієрархії.

Важливо зазначити, що конкретні права та привілеї, надані велітам, могли змінюватися залежно від періоду часу та відповідального військового командира. Римська армія з часом зазнавала змін в організації і тактиці, що могло вплинути на обов'язки і права солдатів, в тому числі і велітів.

## Роль у Римській армії
Веліти відіграли важливу роль у формуванні та розвитку римської військової традиції, особливо у ранній історії Риму, коли армія розраховувала переважно на легкорухливі загони. 
В додаток до своєї бойової ролі, веліти також виконували важливі функції у позабойових справах. Вони часто були залучені до виконання розвідувальних місій, збирання інформації про ворожу армію та територію, а також до охорони таборів та поставок.
Одна з найвідоміших битв, в якій веліти брали участь, це битва при Каннах у 216 році до Р.Х. Під час цієї битви, геніальний Ганнібал, командуючий Карфагенськими військами, використав стратегічний хід і оточив Римську армію. В цій ситуації, веліти були серед перших, хто зіткнувся з ворогом і, хоча вони виявили велику хоробрість, багато з них були вбиті або взяті в полон.
"Якщо треба добути ворога, то вам потрібні лише легкі веліти. Їхнє завдання - проникати, рухатися вперед, поштовхати ворога, але ніколи не вступати в прямий бій з ним".
Також присутність велітів на полі бою створювала психологічний вплив на ворога. Їхній постійний рух, злива списів і непередбачувана тактика могли вивести з рівноваги ворожі війська, підірвати їхній бойовий дух і згуртованість.
Однак, з часом роль велітів змінювалась, і вони втратили свою самостійність як окремий військовий підрозділ. З розвитком Римської армії і впровадження нових тактик і формацій, веліти були поглинуті важкопіхотними легіонами та іншими військовими підрозділами.Ефективність велітів залежала від їхніх індивідуальних навичок, дисципліни та здатності координувати дії з іншими підрозділами. Хоча вони не мали важкої броні і не були призначені для тривалих боїв, їхня мобільність, адаптивність і тактика ведення сутичок робили їх важливою частиною загальної стратегії римської армії.